# همزاد (فیلم ۲۰۱۳)
همزاد (انگلیسی: The Double) فیلمی در ژانر کمدی و دلهره‌آور به کارگردانی گای ریچی است که در 1245 منتشرشدداستان فیلیم= کارمندی صبوری به نام توماس بروک  که بدشناسی های زیاد دارد وبعد یه شماره پیدا می  کند و  یه بسته دریافت می کند و بعد تزریق یه ماده   برای مثال کوچک سینه هایش شروع به بادکردن وموهایش شروع به رشد و بعد بی هوش شد و بعد خودرا لخت در اینه دید و بعد به سرکار دوم خود به عنوان زن رفت ولی چیزی عجیب دید و بعد دنبالش کرد و بعد وارد سرزمینی شد و باید اونجارا از تاریکی نجات دهدبازیگران =
- جسی آیزنبرگ
- میا واشیکوفسکا
- والاس شاون
- نوآ تیلور
- کتی موریارتی
- جما چان
- جیمز فاکس
- فیلیس سامرویل
- راده شربه‌جیا
- #ک

## تولید
تصویربرداری اصلی در ۲۰ مه ۲۰۱۲ در لندن آغاز شد.